# K-317 Pantera
K-317 Pantera je podmornica razreda Ščuka-B Ruske vojne mornarice. Njen gredelj je bil položen 6. novembra 1986, splavljena je bila 21. maja 1990, v uporabo pa je bila predana 27. decembra 1990 in postala je del 24. divizije podmornic Severne flote v Gadžijevem. 10. oktobra 1990 je bila poimenovana Pantera.
Med bojnim patruljiranjem leta 1996 je po nesreči ušel plin freon. Do konca 1990. let je opravila dve bojni patruljiranji. Med letoma 2006 in 2008 je bila na remontu. Zadnjič je bila na morju leta 2015.